# Fode Maclean Dabor
Fode Maclean Dabor (* 13. September 1948) ist ein ehemaliger sierra-leonischer Diplomat.

## Ausbildung
1979 schloss er ein Studium der Rechtswissenschaft ab. 1980 schloss er ein Studium des Strafrechtes ab, wurde Mitglied der Anwaltskammer von England und Wales und erhielt die Zulassung als Rechtsanwalt vor Gericht.

## Werdegang
Von 1981 bis 1986 wurde er in der Rechtsabteilung des Staatsrates von Sierra Leone beschäftigt. Von 1986 bis 1998 war er Erster Botschaftsrat der Rechtsabteilung des Staatsrates. Von 1988 bis 1996 betrieb er eine Rechtsanwaltskanzlei für Zivil- und Strafsachen. 1996 wurde er an der Mission Sierra Leones bei EU-Parlament in Brüssel beschäftigt. Von 1996 bis 2000 wurde er an der Mission Sierra Leones beim UNO-Hauptquartier in New York City beschäftigt. Von 2000 bis 2001 war er Botschafter in Addis Abeba und war ständiger Vertreter bei der Organisation der Afrikanischen Einheit und der Wirtschaftskommission für Afrika. Vom 29. Oktober 2002 bis am 20. Oktober 2008 war er Botschafter in Brüssel und war gleichzeitig der erste Botschafter von Sierra Leone beim Heiligen Stuhl.